# Jetak (Pucakwangi)
Jetak is een bestuurslaag in het regentschap Pati van de provincie Midden-Java, Indonesië. Jetak telt 507 inwoners (volkstelling 2010).